# Polymixis philippsi
Polymixis philippsi là một loài bướm đêm trong họ Noctuidae.